# مرسدس-بنز دبلیو۱۲۸
مرسدس-بنز دبلیو۱۲۸ (انگلیسی: Mercedes-Benz W128) خودرویی بود که در سال‌های ۱۹۵۸–۱۹۶۰ توسط شرکت مرسدس-بنز تولید می‌شد.